# Berthez
Berthez egy francia település Gironde megyében az Aquitania régióban. Lakosainak száma 292 fő (2022. január 1.).

## Adminisztráció
Polgármesterek:
- 1983–2014 Bernard Douence
- 2014–2020 Guy Dubouilh

## Demográfia
| Lakosok száma | 152  | 102  | 142  | 205  | 237  | 270  | 263  | 266  | 272  | 292  |
|               | 1968 | 1982 | 1990 | 2006 | 2013 | 2015 | 2017 | 2019 | 2020 | 2022 |

## Látnivalók
- Saint-Raphaël templom

### Galéria

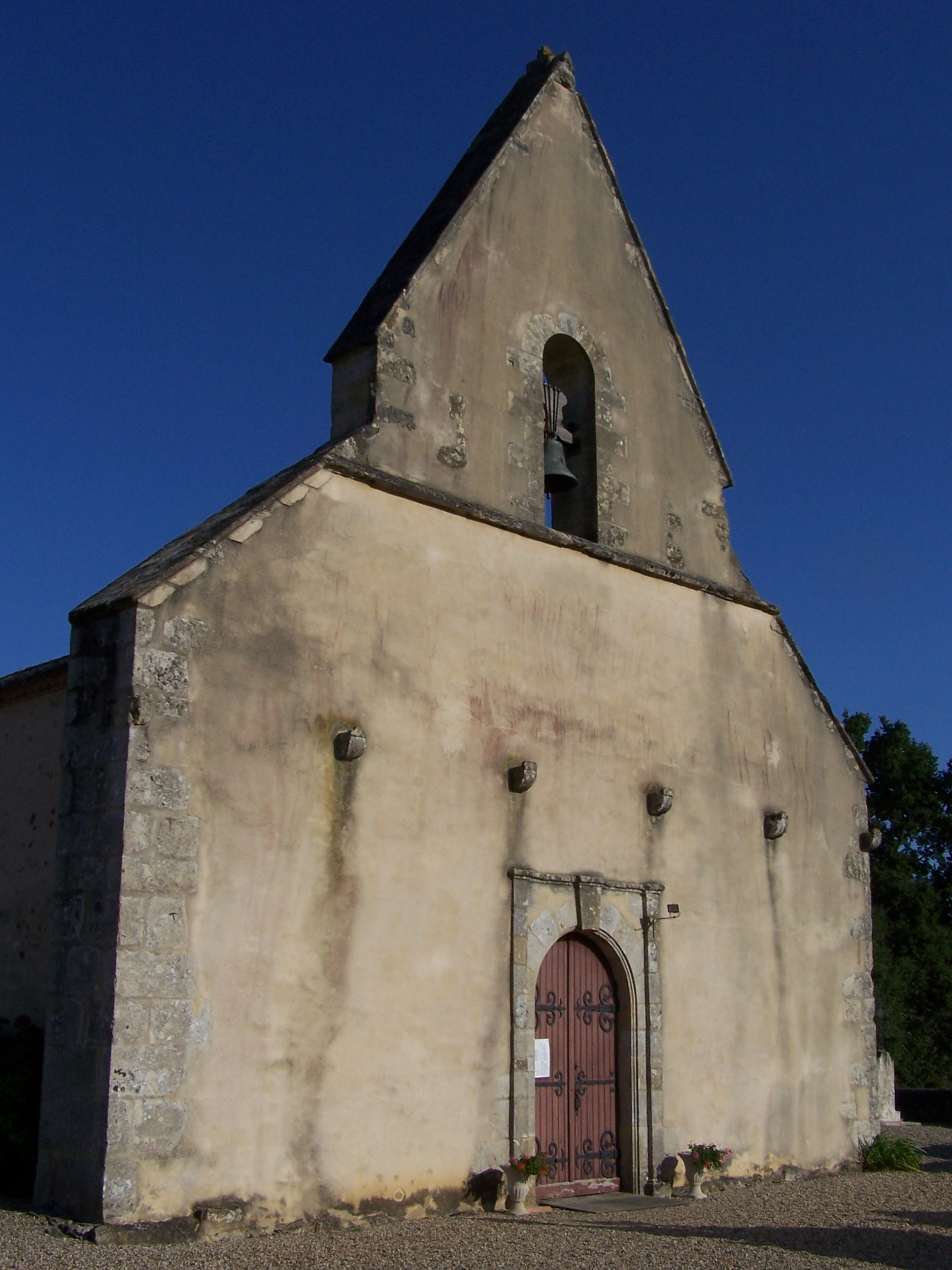
Saint-Raphaël templom
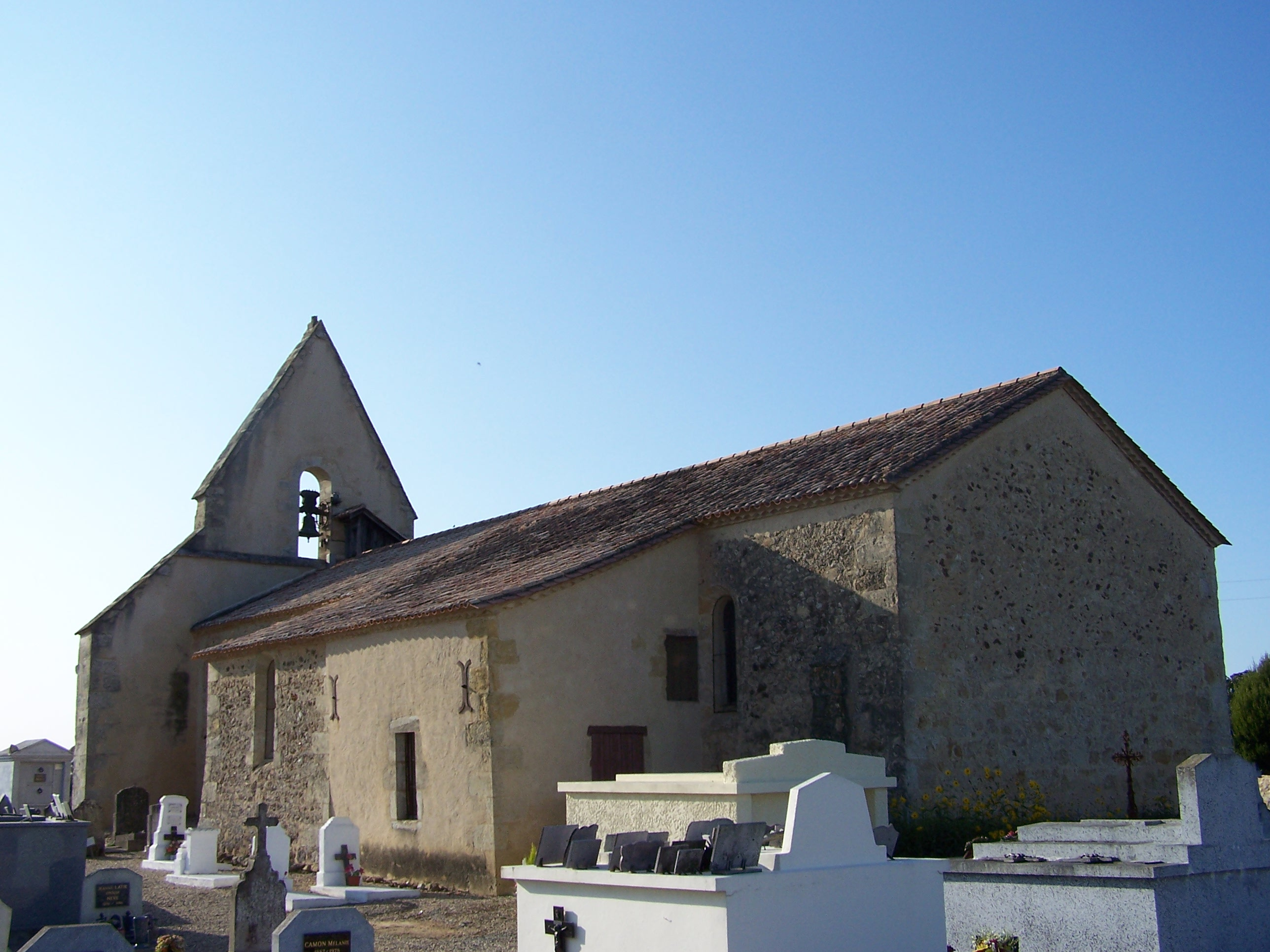
Saint-Raphaël templom
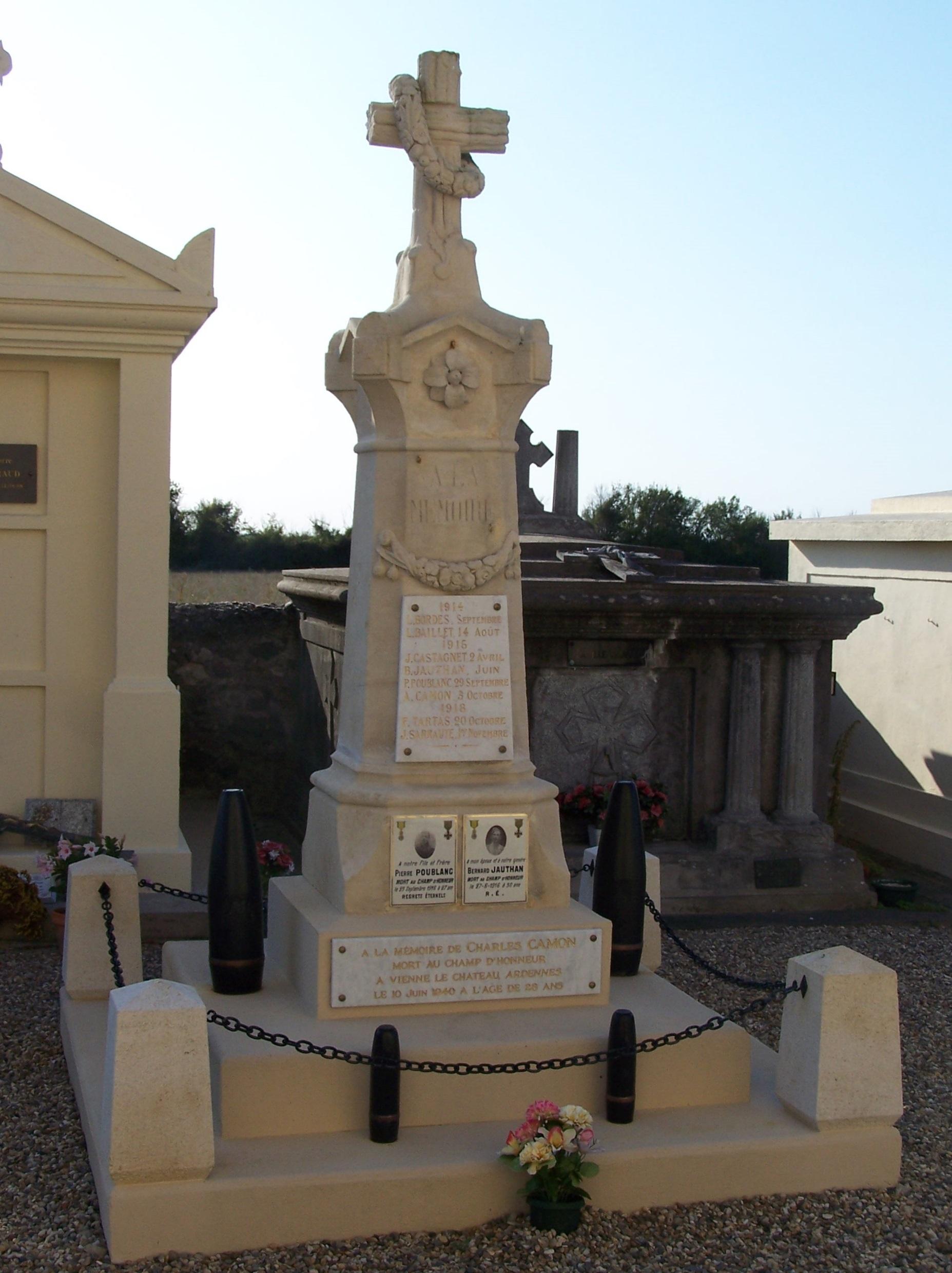
Emlékmű